# Blaincourt-lès-Précy
Blaincourt-lès-Précy (bis 1992 nur Blaincourt) ist eine französische Gemeinde mit 1.187 Einwohnern (Stand: 1. Januar 2022) im Département Oise in der Region Hauts-de-France (vor 2016: Picardie). Sie gehört zum Arrondissement Senlis und zum Kanton Montataire. Seine Einwohner nennen sich Blaincourtois.

## Geografie
Die Gemeinde Blaincourt-lès-Précy liegt etwa neun Kilometer westsüdwestlich von Creil. Umgeben wird Blaincourt-lès-Précy von den Nachbargemeinden Cires-lès-Mello im Norden, Maysel im Nordosten, Saint-Leu-d’Esserent im Osten, Villers-sous-Saint-Leu im Osten und Südosten, Précy-sur-Oise im Süden, Crouy-en-Thelle im Südwesten und Westen sowie Ercuis im Westen und Nordwesten.

## Bevölkerungsentwicklung
| Jahr                       | 1962 | 1968 | 1975 | 1982 | 1990 | 1999 | 2006 | 2013 | 2021 |
| Einwohner                  | 354  | 438  | 522  | 889  | 1253 | 1158 | 1229 | 1197 | 1193 |
| Quellen: Cassini und INSEE |      |      |      |      |      |      |      |      |      |

## Sehenswürdigkeiten
- Kirche Notre-Dame-de-la-Nativité, im 16. Jahrhundert erbaut, seit 1971 Monument historique

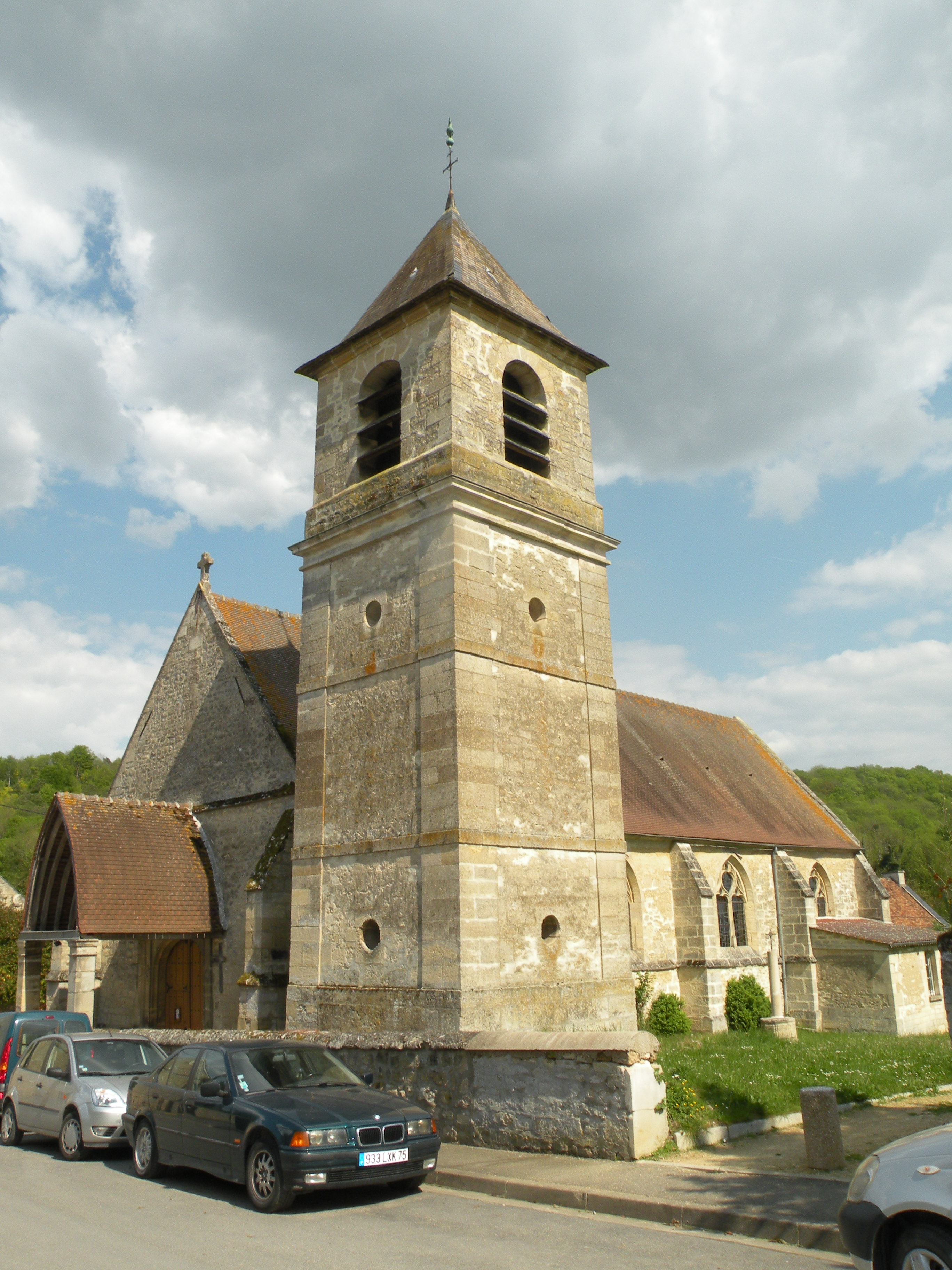
Kirche Notre-Dame-de-la-Nativité
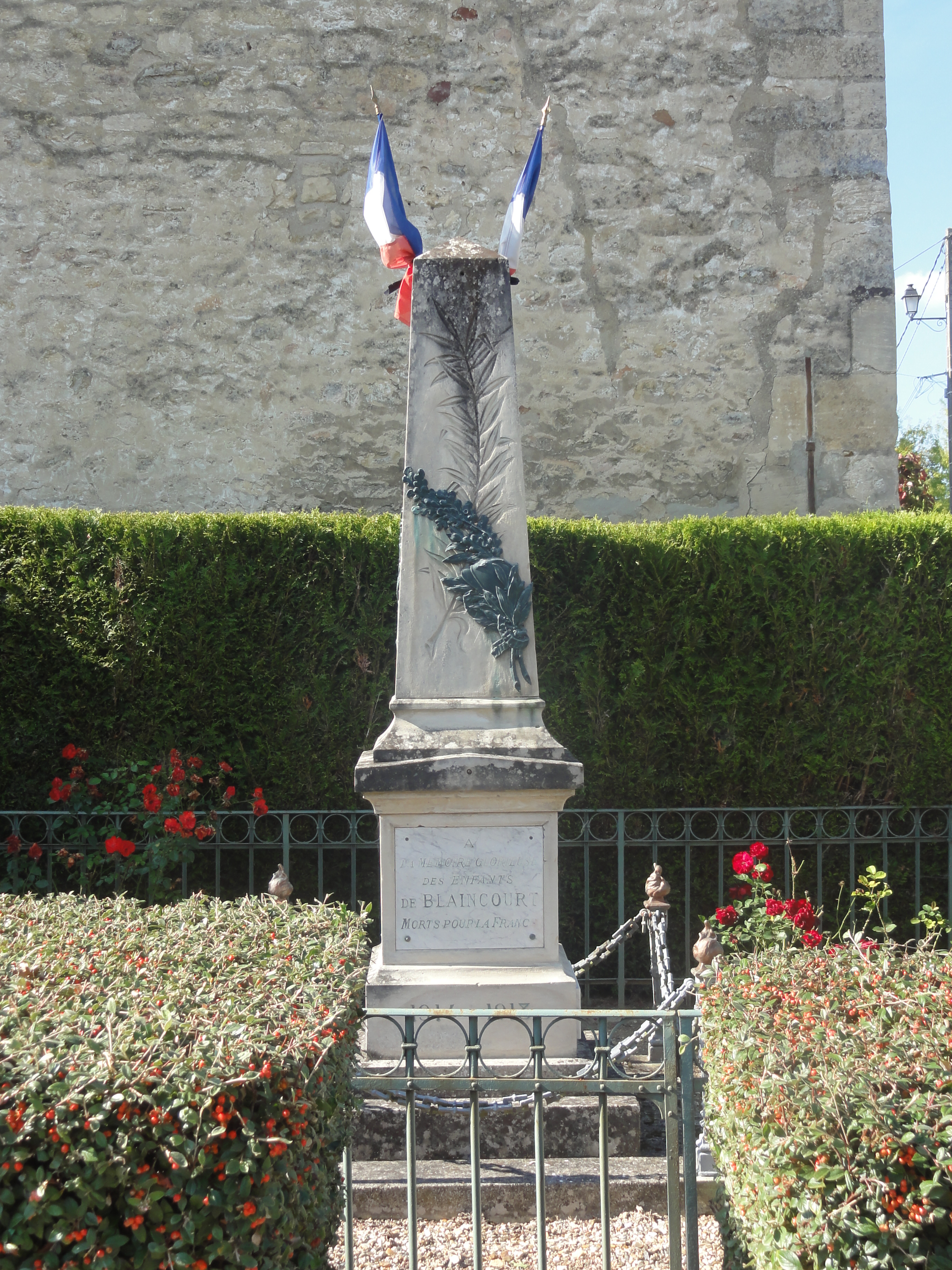
Gefallenendenkmal